# 超高層マンション

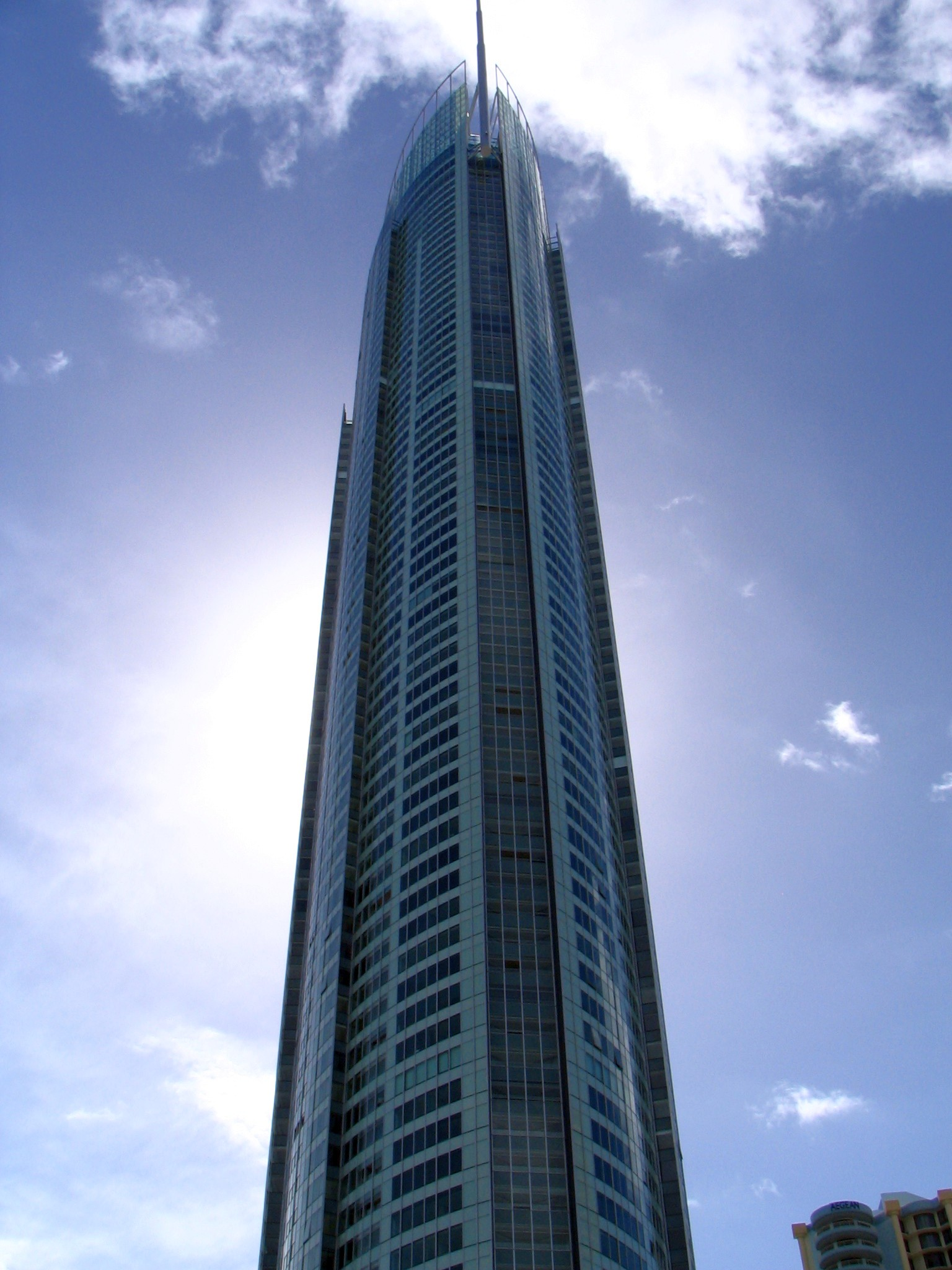
オーストラリアのゴールドコーストにあるQ1は超高層マンションのうち世界第5位の高さを有する。

超高層マンション（ちょうこうそうマンション）とは、マンション（集合住宅）のうち全高が高い物件の俗称。超高層建築物として外観がタワー（塔）のように見えることからタワーマンション、日本では略して「タワマン」とも呼称される。
日本の法律では超高層マンションに対する法的な定義はないが、日本マンション学会『マンション学事典』（民事法研究会発行）では「高さが60 mを超える建築物」と同義としている（ほぼ同程度の高さとなる20階超も含まれる）。なお、建築基準法第20条は、高さが60メートルを超える建築物について規定している。

## 世界

### 世界最高層の超高層マンション
世界最高層の超高層マンションは、「世界の超高層マンションの一覧」を参照。

### アメリカ合衆国
ニューヨーク市では、早くも20世紀前半・世界大恐慌の前後には高層アパートメントの建築ラッシュを迎えている。同時期、同市セントラル・パークの西側沿いには、「サン・レモ（The San Remo）」（1930年、27階建て）、「エルドラード（The Eldorado）」（1931年、30階建て）、「センチュリー・アパートメント（The Century Apartment）」といった、主にアールデコ様式を用いた何れもツイン・タワー形式のアパートが計5施設完成している。これらのアパートは現在でも歴史的建築物として保存され、ステータスを備えた超高級アパートメントとして高額で売買が行われている。
第二次世界大戦後には、同市マンハッタンのミッドタウンやアッパーイースト地区には無数の高層アパートメントが林立するようになった。欧米における集合住宅の居住形態ではベランダやバルコニーが必要とされないため、それらの建物の外観はオフィスビルやホテルなどとの区別が付き難いことが多い。
2001年、マンハッタン東部、国際連合本部ビルの正面に完成し、不動産王ドナルド・トランプが所有する「トランプ・ワールド・タワー（Trump World Tower）」（262 m、72階）は、1990年代以降に西半球で建設された高層ビルとしては最高の高さである。住居専用の建築としては現在でも西半球で最高層となっている。同ビル1階には日本料理店が入居するほか、日本人MLB選手が居住していることでも知られる。

### ヨーロッパ
欧州では、1960年代にピークを迎えたが、イギリスの首都ロンドンにあるローナン・ポイントで起きた爆発事故などにより1970年代抑制傾向が目立ち、公営住宅が連想されるなど、一般的にはあまりよいイメージを持たれていない。

## 日本

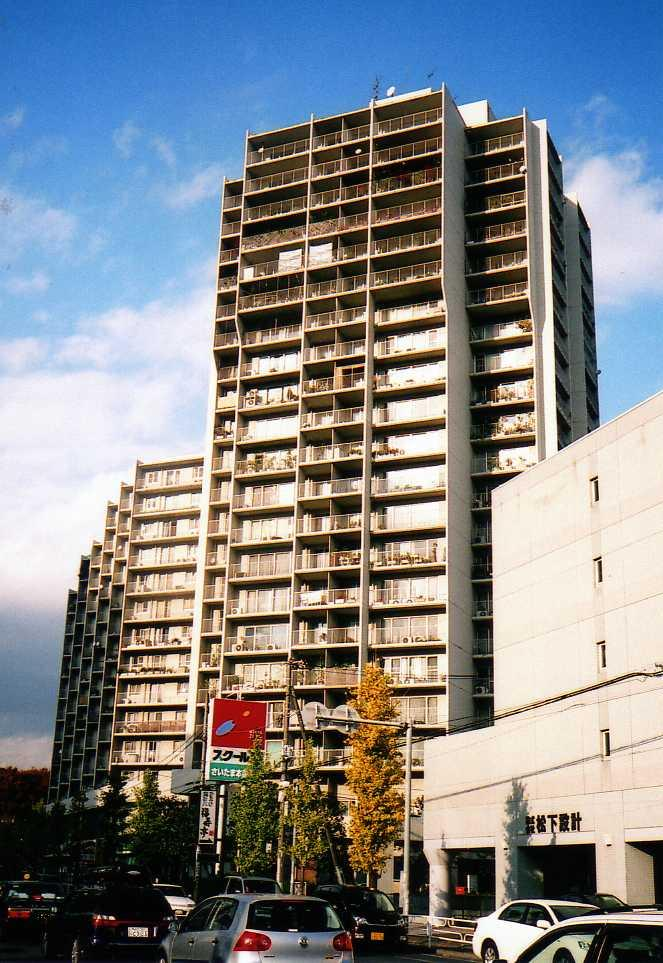
日本の超高層マンションの先駆けとされる「与野ハウス」（2008年撮影）

日本の住宅ではかつて一戸建ての持ち家へのこだわりが強く、災害（地震・火災）の面からも高層居住への不安もあり、高層共同住宅の整備はアメリカなどの大都市より遅れた。また、高層建築物に対応できる消防車（高機能なポンプ車・高層用はしご車など）が配備出来ていない自治体も多かった（現在は11階以上にスプリンクラー設備設置が義務化）。
しかしながら1974年（昭和49年）、鹿島建設が自社の社宅「椎名町アパート」（18階建て）をRC構造により東京都豊島区で建設したことでマンションの高層化が可能であることが立証された。その後、1976年（昭和51年）に住友不動産が埼玉県与野市（現在のさいたま市中央区）に21階建て、高さ66mの分譲マンション 「与野ハウス」を竣工させ、これが日本における超高層マンションの第1号とされる。当初は、容積率や日照権などの問題から、超高層マンションを建てるには広い土地が必要であり、土地取得が容易な郊外や河川沿いなどに立地する例が多かった。
1997年（平成9年）、規制緩和の一環として容積率上限を600 %まで、日影規制の適用除外とする「高層住居誘導地区」が、第140回国会において議決され、また、廊下・階段等を容積率の計算から除外する建築基準法の改正が成立した。これにより都市再開発が後押しされ、超高層マンションの建設は急増、東京都心や湾岸地域などで住居が大量に供給されたことにより、都心回帰と呼ばれる現象も惹起した。その後、大都市近郊の鉄道路線駅前や地方都市中心街などにも超高層マンションが多く建設されるようになった。
2023年末時点、日本で一番高さのある超高層マンションは、東京都港区の麻布台ヒルズレジデンスA（高さ237.20 m、54階）である。建設中の超高層マンションで、一番高さのあるものは東京都港区の「麻布台ヒルズレジデンスB」（高さ262.89 m、64階）で2024年に竣工予定となっている。その後、2030年度に「六本木五丁目西地区再開発事業(通称：第二六本木)B街区」（高さ288m 、70階）が計画されている。それによって、新たに日本一が塗り替えられることになる。
タワーマンションは、デベロッパーによる子育て層を対象にした営業活動もあり、入居者はファミリー層が多い。大型タワーマンションの場合、1棟あたり1,000戸以上あり、一つの町とも言えるものであり、大規模マンション、タワーマンションが丁目を占めている地域もある。生活に必要な様々な店が周辺に開業してコンパクトシティを形成しているが、初期のタワーマンションでは住人の高齢化に伴い、保育所などの数は既に少ない傾向がある。
『朝日新聞』朝刊2024年8月27日付地域総合面（東京版16面）「数字は語る」で紹介された東京カンテイの調査結果によると、全国のタワマンの数は2023年12月末時点で1515棟。うち792棟が首都圏（東京都、神奈川県、千葉県）で、うち479棟が東京都。首都圏以外では近畿圏389棟で、うち272棟が大阪府、中部圏は98棟で、うち67棟が愛知県。同社によると9県はタワマンがゼロである（青森県、石川県、奈良県、三重県、鳥取県、島根県、徳島県、宮崎県、大分県）。

### 現在の超高層マンション
2023年（令和5年）12月末時点での全国の高さ170 m以上の超高層マンションは下記の通り。
| 順  | 名称                                               | 画像 | 所在地         | 高さ     | 階数 | 竣工年月  |
| --- | -------------------------------------------------- | ---- | -------------- | -------- | ---- | --------- |
| 1   | 麻布台ヒルズ レジデンスA                           |      | 東京都港区     | 237.20m  | 54階 | 2023年    |
| 2   | 虎ノ門ヒルズ レジデンシャルタワー                  |      | 東京都港区     | 221.55m  | 54階 | 2022年    |
| 3   | The Kitahama                                       |      | 大阪市中央区   | 209.35m  | 54階 | 2009年    |
| 4   | ザ・パークハウス 西新宿タワー60                    |      | 東京都新宿区   | 208.97m  | 60階 | 2017年7月 |
| 5   | パークシティ武蔵小杉ミッドスカイタワー             |      | 川崎市中原区   | 203.5m   | 59階 | 2009年    |
| 6   | クロスタワー大阪ベイ                               |      | 大阪市港区     | 200.375m | 54階 | 2006年    |
| 7   | ザ・タワー横浜北仲                                 |      | 横浜市中区     | 199.95m  | 58階 | 2020年    |
| 8   | シティタワー広島                                   |      | 広島市南区     | 197.5m   | 52階 | 2016年    |
| 9   | ブリリアタワー堂島                                 |      | 大阪市北区     | 195.00m  | 49階 | 2024年    |
| 10  | パークタワー勝どき サウス                          |      | 東京都中央区   | 194.53m  | 58階 | 2023年    |
| 11= | THE TOKYO TOWERS MID TOWER                         |      | 東京都中央区   | 193.5m   | 58階 | 2008年    |
| 11= | THE TOKYO TOWERS SEA TOWER                         |      | 東京都中央区   | 193.5m   | 58階 | 2008年    |
| 13  | ザ・パークハウス中之島タワー                       |      | 大阪市北区     | 192.93m  | 55階 | 2017年    |
| 14  | 勝どきビュータワー                                 |      | 東京都中央区   | 192.20m  | 55階 | 2010年    |
| 15  | 梅田ガーデン                                       |      | 大阪市北区     | 192.075m | 56階 | 2022年    |
| 16  | Tomihisa Cross Comfort Tower                       |      | 東京都新宿区   | 191.00m  | 55階 | 2015年    |
| 17  | アクティ汐留                                       |      | 東京都港区     | 190.25m  | 56階 | 2004年    |
| 18  | シティタワー神戸三宮                               |      | 神戸市中央区   | 190.00m  | 54階 | 2013年    |
| 19  | 大阪ひびきの街 ザ・サンクタスタワー                |      | 大阪市西区     | 189.7m   | 53階 | 2015年    |
| 20  | アウルタワー                                       |      | 東京都豊島区   | 189.2m   | 52階 | 2011年    |
| 21  | としまエコミューゼタウン (ブリリアタワー池袋)      |      | 東京都豊島区   | 189.0m   | 49階 | 2015年    |
| 22  | CAPITAL GATE PLACE THE TOWER                       |      | 東京都中央区   | 187.0m   | 53階 | 2015年    |
| 23  | エルザタワー55                                     |      | 埼玉県川口市   | 185.8m   | 55階 | 1998年    |
| 24  | ワールドタワーレジデンス                           |      | 東京都港区     | 185.49m  | 46階 | 2024年    |
| 25  | シティタワー武蔵小杉                               |      | 川崎市中原区   | 185m     | 53階 | 2016年    |
| 26  | シエリアタワー千里中央                             |      | 大阪府豊中市   | 184.92m  | 52階 | 2019年    |
| 27  | ブランズタワー豊洲                                 |      | 東京都江東区   | 180.50m  | 48階 | 2021年    |
| 28  | 大川端リバーシティ21・ センチュリーパークタワー    |      | 東京都中央区   | 180.00m  | 54階 | 1999年    |
| 29  | パークシティ豊洲 タワーA                           |      | 東京都江東区   | 179.49m  | 52階 | 2008年    |
| 30= | パークシティ武蔵小杉 ザ・ガーデン タワーズイースト |      | 川崎市中原区   | 178.90m  | 53階 | 2017年    |
| 30= | パークシティ武蔵小杉 ザ・ガーデン タワーズウエスト |      | 川崎市中原区   | 178.90m  | 53階 | 2018年    |
| 32  | KACHIDOKI THE TOWER                                |      | 東京都中央区   | 178.78m  | 53階 | 2016年    |
| 33  | パークタワー晴海                                   |      | 東京都中央区   | 178.49m  | 48階 | 2019年    |
| 34  | Wコンフォートタワーズ イースト                     |      | 東京都江東区   | 178.48m  | 54階 | 2004年    |
| 35  | ザ・ヨコハマ・フロントタワー                       |      | 横浜市神奈川区 | 178.43m  | 43階 | 2024年    |
| 36  | hitoto 広島 The Tower                              |      | 広島市中区     | 178.07m  | 53階 | 2020年    |
| 37  | グランドメゾン新梅田タワー THE CLUB RESIDENCE      |      | 大阪市北区     | 178m     | 51階 | 2021年    |
| 38  | The Tower Osaka                                    |      | 大阪市福島区   | 177.700m | 49階 | 2008年    |
| 39  | シティタワー西梅田                                 |      | 大阪市福島区   | 177.40m  | 50階 | 2007年    |
| 40= | DEUX TOURS CANAL&SPA EAST棟                        |      | 東京都中央区   | 177.3m   | 52階 | 2015年    |
| 40= | DEUX TOURS CANAL&SPA WEST棟                        |      | 東京都中央区   | 177.3m   | 52階 | 2015年    |
| 42  | ONE札幌ステーションタワー                          |      | 札幌市北区     | 175.20m  | 48階 | 2023年    |
| 43  | プラウドタワー東雲キャナルコート                   |      | 東京都江東区   | 175.01m  | 52階 | 2012年    |
| 44  | グランフロント大阪オーナーズタワー                 |      | 大阪市北区     | 174.200m | 48階 | 2013年    |
| 45  | 幕張ベイパーク スカイグランドタワー                |      | 千葉市美浜区   | 172.40m  | 48階 | 2020年    |
| 46  | パークアクシス青山一丁目タワー                     |      | 東京都港区     | 172.39m  | 46階 | 2007年    |
| 47  | シティタワー大阪本町                               |      | 大阪市中央区   | 171m     | 48階 | 2021年    |
| 48  | 御影タワーレジデンス                               |      | 神戸市東灘区   | 170m     | 47階 | 2010年    |

高さの国内最高の変遷
- 1976年～1987年：与野ハウス（66 m）
- 1987年～1989年：ベル・パークシティG棟（115.95 m）
- 1989年～1991年：大川端リバーシティ21リバーポイントタワー（132 m）
- 1991年～1993年：イーストコート3番街（140 m）
- 1993年～1998年：オークプリオタワーレジデンス（167 m）
- 1998年～2004年：エルザタワー55（185.8 m）
- 2004年～2006年：アクティ汐留（190.25 m）
- 2006年～2009年：クロスタワー大阪ベイ（200.375 m）
- 2009年～2022年：The Kitahama（209.35 m）
- 2022年～2023年：虎ノ門ヒルズ レジデンシャルタワー（221.55 m）
- 2023年～ - ：麻布台ヒルズ レジデンスA（237.20 m）

階数の国内最高の変遷
- 1976年～1987年：与野ハウス（22階）
- 1987年～1989年：ベル・パークシティG棟（36階）
- 1989年～1992年：大川端リバーシティ21リバーポイントタワー（40階）
- 1992年～1993年：桜宮リバーシティ・ウォータータワープラザ（41階）
- 1993年～1998年：オークプリオタワーレジデンス（50階）
- 1998年～2004年：エルザタワー55（55階）
- 2004年～2008年：アクティ汐留（56階）
- 2008年～2009年：THE TOKYO TOWERS（58階）
- 2009年～2017年：パークシティ武蔵小杉ミッドスカイタワー（59階）
- 2017年～：ザ・パークハウス西新宿タワー60（60階）

### 建設中・計画中
高さ170 m以上の建設中、計画中の超高層マンションは以下の通りである。計画中のため高さ、階数、竣工年に関して変更のある可能性があるものを含む。
| 名称                                                 | 高さ    | 階数 | 竣工年 | 所在地         |
| ---------------------------------------------------- | ------- | ---- | ------ | -------------- |
| 六本木五丁目西地区第一種市街地再開発事業 B街区       | 288m    | 70階 | 2030年 | 東京都港区     |
| 麻布台ヒルズレジデンスB                              | 262.82m | 64階 | 2024年 | 東京都港区     |
| (仮称)六本木・虎ノ門地区 D街区                       | 232.3m  | 53階 | 2031年 | 東京都港区     |
| 西新宿三丁目西地区第一種市街地再開発事業 A-1街区北棟 | 229m    | 63階 | 2031年 | 東京都新宿区   |
| 西新宿三丁目西地区第一種市街地再開発事業 A-1街区南棟 | 228m    | 62階 | 2031年 | 東京都新宿区   |
| 日本橋一丁目東地区第一種市街地再開発事業             | 213m    | 51階 | 2032年 | 東京都中央区   |
| (仮称)中之島5丁目3番地計画                           | 205m    | 57階 | 2031年 | 大阪市北区     |
| 西麻布三丁目北東地区第一種市街地再開発事業           | 201.20m | 54階 | 2028年 | 東京都港区     |
| グランドシティタワー月島                             | 199.45m | 58階 | 2026年 | 東京都中央区   |
| 津田沼駅南口地区第一種市街地再開発事業               | 198.5m  | 52階 | 2031年 | 千葉県習志野市 |
| (仮称)大阪市北区中之島5丁目計画                      | 196.65m | 52階 | 2030年 | 大阪市北区     |
| 南池袋二丁目B地区市街地再開発                        | 195m    | 57階 | 2025年 | 東京都豊島区   |
| (仮称)東高島駅北地区 C地区棟計画 C-2地区 B棟         | 195m    | 52階 | 2031年 | 横浜市神奈川区 |
| 本町一丁目特定街区(西武船橋店本館跡地開発)           | 193.00m | 51階 | 2028年 | 千葉県船橋市   |
| グランドシティタワー池袋                             | 189.88m | 52階 | 2027年 | 東京都豊島区   |
| THE TOYOMI TOWER MARINE&SKY 東棟                     | 189.0m  | 54階 | 2027年 | 東京都中央区   |
| THE TOYOMI TOWER MARINE&SKY 西棟                     | 189.0m  | 54階 | 2027年 | 東京都中央区   |
| 本通三丁目地区市街地再開発計画 南棟                  | 185m    | 53階 | 2033年 | 広島市中区     |
| (仮称)うめきた2期地区開発事業 南街区分譲棟           | 184.00m | 51階 | 2028年 | 大阪市北区     |
| プラウドタワー池袋                                   | 182m    | 47階 | 2026年 | 東京都豊島区   |
| 月島三丁目南地区第一種市街地再開発事業               | 181.53m | 48階 | 2028年 | 東京都中央区   |
| (仮称)大阪市福島区鷺洲1丁目分譲計画                  | 180m    | 51階 | 2030年 | 大阪市福島区   |
| (仮称)東高島地区 C地区棟計画 C-1地区                 | 180m    | 47階 | 2030年 | 横浜市神奈川区 |
| HARUMI FLAG SKY DUO PARK VILLAGE                     | 179.60m | 50階 | 2025年 | 東京都中央区   |
| HARUMI FLAG SKY DUO SUN VILLAGE                      | 179.60m | 50階 | 2025年 | 東京都中央区   |
| ザ・パークハウス武蔵小杉タワーズ ノース              | 175.67m | 50階 | 2028年 | 川崎市中原区   |
| ザ・パークハウス武蔵小杉タワーズ サウス              | 175.67m | 50階 | 2027年 | 川崎市中原区   |
| 渋谷二丁目西地区 C街区                               | 175m    | 41階 | 2029年 | 東京都渋谷区   |
| グラングリーン大阪 THE NORTH RESIDENCE               | 172.55m | 46階 | 2026年 | 大阪市北区     |
| 高輪ゲートウェイシティ レジデンス                    | 172.12m | 44階 | 2026年 | 東京都港区     |
| 泉岳寺周辺地区市街地再開発事業                       | 170m    | 41階 | 2024年 | 東京都港区     |
| 西日暮里駅前地区第一種市街地再開発事業               | 170m    | 47階 | 2031年 | 東京都荒川区   |

## 問題点の指摘
超高層マンションの固有振動の周期は低層の建物に比べ長いため、地震動の周期の長い海溝型巨大地震の地震動との共振の可能性あり、制震工法や免震工法で建設される建物もあるが、長周期地震動との共振に備えて家具の固定が推奨されている。さらには、地震でエレベーターが停止すると、上階の住人は徒歩で非常階段を昇り降りしなければならないという「高層難民」の発生も懸念されている。
また、規模が大きく区分所有者の人数も多くなる超高層マンションは、購入者が重視するポイントに眺望が挙げられ、低層階と高層階との価格格差が大きくなることが一般的であり（数倍となることも見られる）、それによる区分所有者間の所得・資産格差の大きさが、管理組合運営へ影響しやすい。法政大学経済学部の坂本憲昭は、2016年時点で初期の超高層マンションでは居住者の高齢化が始まっており、都市の人気エリアであっても急激な高齢化により、医療や介護の施設の不足など山村と同じ問題に直面すると指摘している。
子育ての観点からは、名門会会長の西村則康が「学力の平均値で見れば、恐らく高層マンション住まいの子供の方が、そうでない子供よりも高いように思う」としつつも、「五感への刺激が圧倒的に少ないために、身体感覚が自然に鍛えられるべき時期に十分鍛えられない」「傾向として、実体験が乏しいために物事をイメージできず、理解するのに時間がかかる傾向にあるのは事実だ」と述べている。
また、東海大学医学部講師の逢坂文夫は、平成5年度の『厚生省心身障害研究報告書』において、超高層マンションの高層階に住むと女性の流産率が高まり、子供が低体温やアレルギー疾患になりやすいと報告している。

## 超高層マンションを舞台にした作品
- 『ハイ・ライズ』（1975年）：J・G・バラードの小説。
- 『ハイ・ライズ』（2015年）：バラードの小説の映画化。
- 『砂の塔〜知りすぎた隣人』（2016年）：TBSのテレビドラマ。主演 菅野美穂。

超高層マンション住民の葛藤などをテーマとした日本の小説は「タワマン文学」と呼ばれることもある。